# Willi Tiefel
Willi Tiefel (Francoforte sul Meno, 14 luglio 1911 – Narva, 23 settembre 1941) è stato un calciatore tedesco, di ruolo difensore.

## Biografia
Combatté durante la seconda guerra mondiale e morì sul fronte orientale, dove trovò la morte.